# Ignasi Cascante i Cusí
Ignasi Cascante i Cusí fou un músic, compositor i director d'orquestra català amb carrera militar que visqué entre la segona meitat del segle xviii i l'any 1866.

## Biografia
Va rebre els seus primers coneixements musicals a través del seu pare, Felipe Cascante i Termes, que li ensenyà a tocar la flauta i el fagot. Més tard també li ensenyarà teoria musical i posteriorment realitzarà estudis de composició.
Entre el 1820 i el 1850 figura com a flautista de l'orquestra del Teatre de la Santa Creu de Barcelona.
Entre 1828 i 1829 tenim registre de la seva aportació en alguns esdeveniments litúrgics a la capella de música de la catedral de Barcelona.
Durant la temporada 1838-1839 fou el director de l'orquestra del Teatre Municipal de Girona; dirigirà per primera vegada la representació d'una òpera sencera en aquesta província (Norma, de Bellini).
Així mateix, durant els següents anys fou professor de flauta del Teatre de Montsió (de manera gratuïta com a complementació del servei a l'Orquestra) fins al moment de la creació del Liceu Filodramàtic (precedent del Teatre del Liceu). Els professors que estaven exercint en aquell moment eren considerats els intèrprets més destacats del nostre país. Més tard, un cop fundat el Gran Teatre del Liceu, entre el 1839-1841 (fins on tenim registre) fou membre de la mateixa orquestra (dirigida per Marià Obiols) en qualitat de primer flautista, mentre exercia la docència en el mateix centre educatiu.
Posteriorment, abandonarà el seu lloc com a solista a Barcelona i director a Girona i s'encarregarà de dirigir la banda de música d'enginyers de guarnició de Madrid, on realitzarà una important labor aconseguint la renovació del model instrumental basant-se amb els models d'origen alemany.
La idea de Cascante era fer una demostració pública de les innovacions tècniques i artístiques de la seva banda amb el motiu de la festivitat del Corpus, esdeveniment que es donarà a conèixer al diari La Época. La seva feina renovadora es va veure interrompuda per l'ordre del brigadier-coronel del regiment que va disposar el trasllat de la música a Guadalajara, amb la consegüent consternació del director i els seus músics. Al 1856 forma part dels tribunals d'examens del conservatori, tot i que encara no era professor del centre esmentat.
En el moment del seu traspàs era compositor i director de la música del Primer Regiment d'enginyers, a Madrid.

## Obres
- La Paz, marxa militar (1886).
- Polka de las castañuelas, transcripció per a banda.
- Rosari, cançó a 4 veus i acompanyament d'orquestra.
- Rosari, per a 5 veus i orquestra.[5]